# Contre-chant
Un contre-chant (ou contrechant ou de manière rare contre-mélodie) est une mélodie secondaire jouée en accompagnement de la mélodie principale.

## Particularités
Le contre-chant n'est pas une simple partie de l'harmonie chantée par un choriste (dans un quatuor vocal par exemple), en ce sens que la partie harmonique musicale n'est pas indépendante. Le contre-chant est bien une ligne mélodique distincte et autonome.
Le terme, plus formel, de contre-sujet s'applique à une idée mélodique secondaire ou subordonnée dans une fugue.

## Exemples historiques
Dès le IXe siècle, l'organum comportait des voix ajoutées formant un contre-chant situé au-dessus ou en dessous de la voie principale.
Dans les marches, le contre-chant est souvent donnée au trombone ou au cor d'harmonie (le compositeur américain David Wallis Reeves (en) est crédité de cette innovation en 1876).
Le contre-chant est présent dans le jazz de style New Orleans (années 1910) : la trompette joue la mélodie tandis que le trombone ou la clarinette joue une mélodie distincte appelée donc contrepoint ou contre-mélodie.
À titre d'exemple, la Symphonie nº 6 d'Anton Bruckner, dans l'adagio, présente un contre-chant avec le hautbois. Le Concerto pour violon no 1 de John Williams, dans son premier mouvement, est conduit par la flûte. L'orchestre répète alors le thème initial, tandis que le violon solo l'accompagne d'un contre-chant actif.